# Euphyia cocama
Euphyia cocama là một loài bướm đêm trong họ Geometridae.